# DSCH (Motiv)

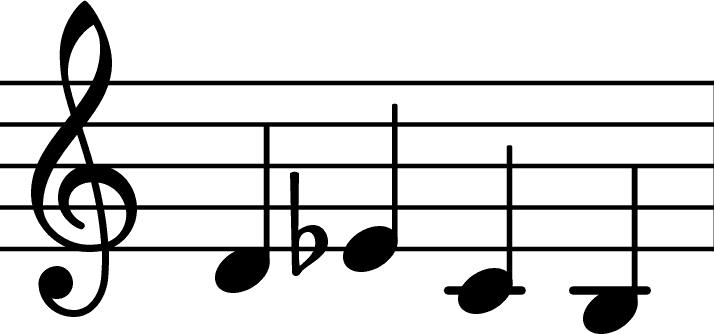
Das DSCH-Motiv

DSCH ist ein musikalisches Motiv, das der sowjetische Komponist Dmitri Schostakowitsch in seiner Musik verwendete, wenn er sich selbst bezeichnen wollte. Es besteht aus den Noten D – Es – C – H, was zusammengefasst D-S-C-H ergibt. Es steht für seine Initialen (Д. Ш.), und zwar in deutscher Schreibweise (D. Sch.).
Das Motiv kommt in vielen seiner Werke vor, beispielsweise in der 10. Sinfonie in e-Moll, dem Streichquartett Nr. 8 in c-Moll, dem 1. Konzert für Violine und Orchester in a-Moll, dem 1. Konzert für Cello und Orchester in Es-Dur, der 15. Sinfonie in A-Dur und der Sonate Nr. 2 h-Moll für Klavier.
Die internationale Fachzeitschrift über Schostakowitsch-Studien führt ebenfalls den Namen „DSCH“.
Der schottische Komponist Ronald Stevenson schrieb 1960–62 eine 75-minütige „Passacaglia on DSCH“ für Klavier solo.